# Interijeri (1978.)
Interijeri (eng. Interiors) je američka drama iz 1978. godine koju je napisao i režirao Woody Allen. U filmu su glavne uloge ostvarili Kristin Griffith, Mary Beth Hurt, Richard Jordan, Diane Keaton, E. G. Marshall, Geraldine Page, Maureen Stapleton i Sam Waterston.
Glumica Page osvojila je britansku nagradu BAFTA za najbolju sporednu glumicu, a nominirana je u kategoriji najbolje glavne glumice za prestižnu nagradu Oscar. Uz nju, film je nominiran u još četiri druge kategorije za Oscara uključujući one za najbolji originalni scenarij i režiju (Allen), najbolju sporednu glumicu (Stapleton) i najbolju scenografiju (Mel Bourne i Daniel Robert). Ovo je prvi film čistog dramskog žanra u karijeri redatelja Woodyja Allena. 

## Radnja
Tri sestre - Renata (Diane Keaton), Flyn (Kristin Griffith) i Joey (Mary Beth Hurt) - teško proživljavaju razdoblje kada se njihovi roditelji odluče rastati. Njihov otac Arthur (E. G. Marshall) odvaja se od njihove kontrolom opsjednute, mentalno nestabilne, ali umjetnički nastrojene majke Eve (Geraldine Page) te se uskoro ženi puno "normalnijom", ali "jednostavnijom" ženom Pearl (Maureen Stapleton). Uz problem raspada braka svojih roditelja, svaka od sestara nosi se i s osobnim problemima - Renatu započnu mučiti egzistencijalni problemi, Flyn je postala ovisnica o drogi, a Joey se želi posvetiti fotografiranju i napustiti trenutni posao...

## Glumačka postava
- Geraldine Page kao Eve
- Diane Keaton kao Renata
- Mary Beth Hurt kao Joey
- Kristin Griffith kao Flyn
- Richard Jordan kao Frederick
- E.G. Marshall kao Arthur
- Maureen Stapleton kao Pearl
- Sam Waterston kao Mike

## Priznanja
Vlastiti strahovi redatelja Woodyja Allena oko toga kako će film biti primljen detaljno su objašnjeni u njegovoj biografiji autora Erica Laxa, a u kojoj autor citira montažera filma Ralpha Rosenbluma:
"Allen je uspio spasiti Interijere ponajviše zahvaljujući samom sebi. Nalazio se pritisnut uza zid. Mislim da se jako bojao. Bio je nervozan, imao je izrazito kratak "fitilj", ali bio je neustrašiv. Vjerujem da je mislio da u rukama drži pravu bombu, ali uspio ga je nekako spasiti zahvaljujući samome sebi. Na dan kad su izašle prve kritike o filmu rekao mi je: Izvukli smo se u zadnji čas s ovim, zar ne?. 
Kasnije, dok je gledao film sa znancem, Allen je navodno rekao: "Oduvijek me bilo strah ovog filma. Pomišljao sam da pišem Long Day's Journey Into Night, a da će ispasti Priče iz Monticella".
Kritičar Vincent Canby iz New York Timesa nazvao je film "prekrasnim" i pohvalio Gordona Willisa za "njegovu upotrebu odličnih boja koje predstavljaju pretjeranu kontrolu civilizacije nad prirodom", ali je također istaknuo: "Moj problem s Interijerima jest taj da, premda se divim glumačkim izvedbama i pojedinim trenucima kao i tehnici koju je ovaj hrabri komični filmaš-filozof koristio, svejedno ne znam što sam film zapravo želi reći. Kao da je Allen odlučio snimiti nečiji drugi film - npr. film od redatelja Bergmana - bez da je išta znao o materijalu ili likovima u filmu. Oni se doimaju kao nečiji drugi likovi, kao likovi iz nečijeg drugog djela."
Richard Schickel iz magazina Time napisao je da "depresivna trezvenost krade filmu njegovu energiju i strast"; Allenov "stil jest Bergmanovski, ali njegov materijal više nalikuje Mankiewiczu pa je ta oprečnost fatalna. Nesumnjivo je da je ovo bio važan film za Allena, ali on predstavlja nepotrebnost i pomalo sramoćenje."
S druge strane, kritičar Roger Ebert dao je filmu četiri zvjezdice i izrazito ga hvalio: "Ovdje imamo film Woodyja Allena, a govorimo o O'Neillu i Bergmanu te njihovim utjecajima? Upravo tako. Allen čije komedije su bile jedne od najvedrijih u posljednjih nekoliko godina odlično se snalazi u svojoj prvoj drami."
Film Interijeri zaradio je nešto malo više od 10 milijuna dolara na američkim kino blagajnama, a trenutno ima 77% pozitivnih ocjena na popularnoj internetskoj stranici Rotten Tomatoes. 

## Nagrade i nominacije

### Oscar
Film Interijeri nominiran je u 5 kategorija za prestižnu nagradu Oscar, ali nije osvojio niti jednu.
- Najbolji redatelj - Woody Allen
- Najbolja glumica- Geraldine Page
- Najbolja sporedna glumica- Maureen Stapleton
- Najbolji originalni scenarij - Woody Allen
- Najbolja scenografija - Mel Bourne i Daniel Robert

### Zlatni globus
Film Interijeri nominiran je u 4 kategorije za nagradu Zlatni globus, ali nije osvojio niti jednu.
- Najbolji redatelj - Woody Allen
- Najbolja glumica (drama) - Geraldine Page
- Najbolja sporedna glumica - Maureen Stapleton
- Najbolji scenarij - Woody Allen

## Vanjske poveznice
- Interijeri u internetskoj bazi filmova IMDb-a
- Interijeri na Rotten Tomatoes